# 桃色つるべ〜お次の方どうぞ〜
『桃色つるべ〜お次の方どうぞ〜』（ももいろつるべ おつぎのかたどうぞ）は関西テレビ制作のトークバラエティ番組である。
お互いがファンと認め合う笑福亭鶴瓶とももいろクローバーZが初めてMCとして共演するバラエティ番組である。

## 概要
毎回、視聴者及び著名人が記者として出演して、鶴瓶とももクロに『聞きたいこと、相談したいこと』を直接インタビュー取材をして、その模様を番組のオフィシャルサイトで『取材レポート』として公開する。なお、記者という設定はその後なくなり、一般人の出演も非常に少なくなっている。
基本的に質問の内容については規制をせず「これを言ってくれとかを言わさない、この枠以外は聞いてはいけないといったこともしない。お客さんともめるかもしれないが、それはそれで面白いだろうと思う」と、台本・シナリオなどの予定調和を設けない、アドリブでの放送を目指すとしている。
収録は原則的に大阪・扇町のカンテレ本社スタジオで行われているが、東京在住のゲストが出演する場合や鶴瓶・ももクロのスケジュールの都合により、東京・砧のレモンスタジオで収録が行われる場合もある。
笑福亭鶴瓶が関西ローカルのテレビ番組にレギュラー出演するのは、2004年以来11年ぶりとなった。
2021年3月26日深夜放送分をもってレギュラー放送を終了。その後は不定期の特番として放送されるとともに、レギュラー時代の番組が毎週火曜深夜に再放送されている。
2024年2月24日に2月25日深夜放送分及び3月3日深夜放送分をもって、足掛け約9年にわたり放送してきた番組を終了することが発表された。

## 出演者

### MC
- 笑福亭鶴瓶
- ももいろクローバーZ
（百田夏菜子・玉井詩織・佐々木彩夏・高城れに）

### 過去の出演者
- 有安杏果 - 2018年3月16日をもって出演終了[5]

番組開始時の並び順は、ももクロの通常の並びの中間に鶴瓶が入る形（向かって左から有安・佐々木・百田・鶴瓶・玉井・高城）だったが、2016年2月19日放送回から玉井・高城・佐々木・鶴瓶・有安・百田の順に、有安のグループ卒業後の2018年3月23日放送回から玉井・高城・鶴瓶・佐々木・百田の順に変わった。

### ゲスト
- 毎回、1〜2組の芸能人・著名人・一般人などの多岐のジャンルのゲストが出演する。

2015年6月17日放送分は今いくよ・くるよがゲスト出演したが、ボケ担当の今いくよは放送前の5月28日に胃癌で死去しており、これがコンビでの最後のテレビ出演だった。
2020年6月26日（同年5月収録）の放送分ではリリアンが出演し、生前最後のメディア露出となった。
2021年3月19日・26日放送分には、元メンバーである早見あかりがゲスト出演した。早見は出産後初のテレビ出演であり、ももクロ脱退後にメンバーとテレビで共演するのは今回が初めてとなる。

## ネット局・配信元
| 放送対象地域   | 放送局               | 系列           | 放送期間        | 放送日時                       |
| -------------- | -------------------- | -------------- | --------------- | ------------------------------ |
| 近畿広域圏     | 関西テレビ（制作局） | フジテレビ系列 | 2015年1月14日 - | 土曜日 1:25 - 1:55（金曜深夜） |
| 岡山県・香川県 | 岡山放送             | フジテレビ系列 | 2015年2月5日 -  | 水曜日 1:00 - 1:35（火曜深夜） |
| 佐賀県         | サガテレビ           | フジテレビ系列 | 2015年4月3日 -  | 金曜日 0:55 - 1:25（木曜深夜） |
| 広島県         | テレビ新広島         | フジテレビ系列 | 2015年4月3日 -  | 金曜日 1:25 - 1:55（木曜深夜） |
| 熊本県         | テレビ熊本           | フジテレビ系列 | 2015年4月4日 -  | 土曜日 0:40 - 1:10（金曜深夜） |
| 高知県         | 高知さんさんテレビ   | フジテレビ系列 | 2015年4月7日 -  | 火曜日 0:25 - 0:55（月曜深夜） |
| 福島県         | 福島テレビ           | フジテレビ系列 | 2015年4月9日 -  | 木曜日 1:25 - 1:55（水曜深夜） |
| 愛媛県         | テレビ愛媛           | フジテレビ系列 | 2015年4月18日 - | 土曜日 1:30 - 2:00（金曜深夜） |
| 全国           | BS12 トゥエルビ      | -              | 2019年5月29日 - | 不定期                         |

過去のネット局
- 東海テレビ（2015年2月12日 - 10月5日）
- テレビ西日本（2015年4月3日 - 2016年3月31日）
- テレビ長崎（2015年4月21日 - 2016年10月4日）
- 北海道文化放送（2015年4月8日 - 2017年5月30日）
- 長野放送（2017年4月4日 - 9月26日）
- 仙台放送（2015年4月8日 - 2018年4月6日）[13]
- 山陰中央テレビ（2015年4月12日 - 2019年終了）
- 岩手めんこいテレビ（2015年2月4日 - 2020年3月23日）

### インターネット配信
最新回配信は関西テレビ放送日時基準
| 配信元               | 更新日時       | 配信期間 | 備考                 |
| -------------------- | -------------- | -------- | -------------------- |
| TVer                 | 土曜 1:55 更新 | 7日      | 最新回限定で無料配信 |
| GYAO!                | 土曜 1:55 更新 | 7日      | 最新回限定で無料配信 |
| カンテレドーガ       | 土曜 1:55 更新 | 7日      | 最新回限定で無料配信 |
| カンテレドーガ       | 過去分         | 過去分   | 有料各回レンタル視聴 |
| Amazonプライムビデオ | 過去分         | 過去分   | 有料各回レンタル視聴 |
| GYAO!ストア          | 過去分         | 過去分   | 有料各回レンタル視聴 |
| U-NEXT               | 過去分         | 過去分   | 有料各回レンタル視聴 |
| ビデオマーケット     | 過去分         | 過去分   | 有料各回レンタル視聴 |

## スタッフ
- ナレーション：松尾美歌
- TD/SW：宮島祥晃（以前はCAM）
- TD/SW・CAM：芳山貴勇、古川歩（回によって担当が異なる）
- CAM：石田武司、西村武純
- VE：松井勝正、小野寺毅、松浦洋輔、大森喜章
- MIX→音声：井田憲吾、長谷川周作、野村理恵
- 照明：大西祐輔、吉岡誠、原口祥明、北澤正樹
- 美術制作：毛阪一洋（関西テレビ）
- デザイン：井内克信
- 美術進行：永田道徳
- 装置：西崎大輝
- 装飾：中村緋乃
- タイトル：佐藤賢志
- 編集：岡元裕次、瓜田利昭、堀内雅也、久留主剛、神保和則、十川海次郎、篠谷優、石川雅彦、大貫豊一、今井敏明、和田智昭、仁部貴史
- MA：衛藤恒明、船木優
- 音効：玉置裕介
- メイク：ビーム
- スタイリスト：上野真紀
- 撮影協力：共同テレビジョン（東京収録回のみ）、イングス（大阪収録回のみ）、e-naスタジオ、PUTBAL SOUND
- 技術協力：SWISH JAPAN
- 美術協力：フジアール（東京収録回のみ）
- 宣伝：根本杏香（関西テレビ）
- 構成：永井ふわふわ、高山拓志、山田泰葉（高山・山田→共に途中から）
- アシスタントディレクター：佐藤亮太（毎週）、藤原由記子、平本拓也（週替り）
- アシスタントプロデューサー：瀧野侑子
- ディレクター：森本真史、吉野裕二、伊達秀昭（伊達→ADの回あり）
- 演出：小林剛（K-max<当時>→ROFL）
- プロデューサー：古橋由依子（関西テレビ）、村井守[14]（K-max）
- 制作協力：K-max
- 制作著作：関西テレビ

### 過去のスタッフ
- 美術制作：西川夏子（関西テレビ）
- 装飾：荒川絵理
- モニター：中井高浩
- 編集：原田絵梨子
- 宣伝：和田由美、永富健太郎、大澤郁予（関西テレビ）
- 編成：小川悦司（関西テレビ）
- アシスタントディレクター：押切星也、遠藤曜子、西田壘、三瀬刀麻
- アシスタントプロデューサー：羽場愛
- ディレクター：石尾彰弘（石尾→以前はAD）
- 演出：板垣忠彦（K-max）
- プロデューサー：野村亙（関西テレビ）、小西寛（K-max）